# Алгебраическая геометрия

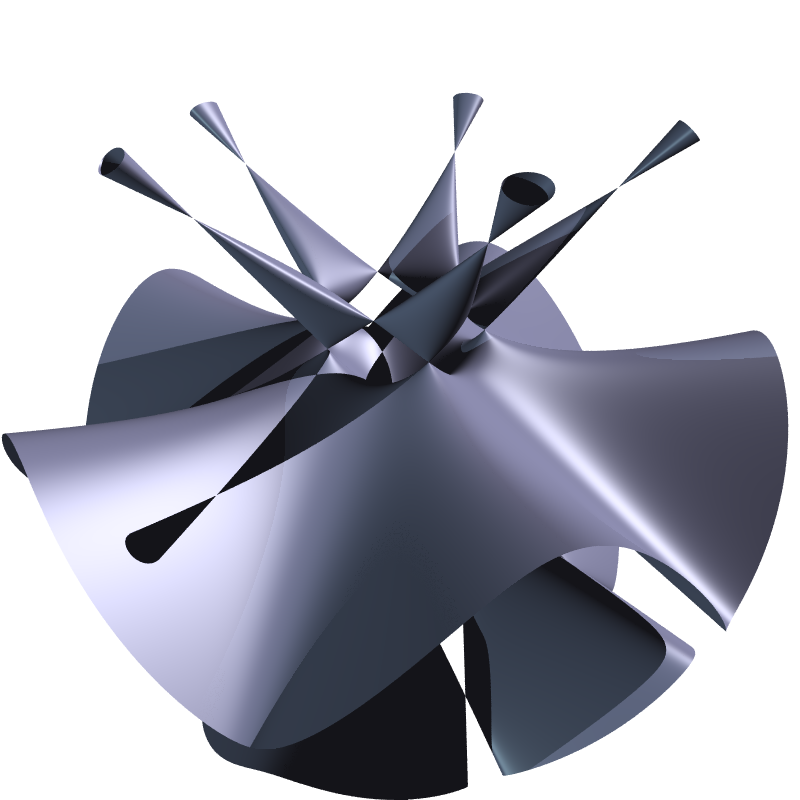
Поверхность Тольятти — алгебраическая поверхность, заданная уравнением пятой степени. Названа в честь итальянского математика Эудженио Тольятти.

Алгебраическая геометрия — раздел математики, который объединяет алгебру и геометрию. Главным предметом изучения классической алгебраической геометрии, а также в широком смысле и современной алгебраической геометрии, являются множества решений систем алгебраических уравнений. Современная алгебраическая геометрия во многом основана на методах общей алгебры (особенно коммутативной) для решения задач, возникающих в геометрии.
Основной объект изучения алгебраической геометрии — алгебраические многообразия, то есть геометрические объекты, заданные как множества решений систем алгебраических уравнений. Наиболее хорошо изучены алгебраические кривые: прямые, конические сечения, кубики (такие как эллиптическая кривая) и кривые более высоких порядков (примеры таких кривых — лемнискаты). Базовые вопросы теории алгебраических кривых касаются изучения «специальных» точек на кривой, таких как особые точки или точки перегиба. Более продвинутые вопросы касаются топологии кривой и отношений между кривыми, заданными дифференциальными уравнениями.
Современная алгебраическая геометрия имеет множественные взаимосвязи с самыми различными областями математики, такими как комплексный анализ, топология или теория чисел. Изучение конкретных систем уравнений с несколькими переменными привело к пониманию важности исследования общих внутренних свойств множеств решений произвольной системы алгебраических уравнений и, как следствие, к глубоким результатам во многих разделах математики.
В XX веке алгебраическая геометрия разделилась на несколько (взаимосвязанных) дисциплин:
- Основное направление алгебраической геометрии — изучение свойств алгебраических многообразий над алгебраически замкнутым полем (в частности, над полем комплексных чисел).
- Изучение алгебраических многообразий над алгебраическим числовым полем (или даже над кольцом) — предмет арифметической (или диофантовой) геометрии, раздела алгебраической теории чисел.
- Изучением вещественных точек комплексного многообразия занимается вещественная алгебраическая геометрия.
- Большая часть теории особенностей относится к изучению особенностей алгебраических многообразий.
- На пересечении алгебраической геометрии и компьютерной алгебры лежит вычислительная алгебраическая геометрия. Её основная задача — создание алгоритмов и программного обеспечения для изучения свойств явно заданных алгебраических многообразий.

Основной поток исследований в алгебраической геометрии XX века шёл при активном использовании понятий общей алгебры, с акцентом на «внутренних» свойствах алгебраических многообразий, не зависящих от конкретного способа вложения многообразия в некоторое пространство. Ключевым её достижением стала теория схем Александра Гротендика, позволившая применить теорию пучков к исследованию алгебраических многообразий методами, схожими с изучением дифференцируемых и комплексных многообразий. Это привело к расширению понятия точки: в классической алгебраической геометрии точку аффинного многообразия можно было определить как максимальный идеал координатного кольца, тогда как все точки соответствующей аффинной схемы являются простыми идеалами данного кольца. Точку такой схемы можно рассматривать и как обычную точку, и как подмногообразие, что позволило унифицировать язык и инструменты классической алгебраической геометрии. Доказательство Великой теоремы Ферма Эндрю Уайлсом стало одним из ярчайших примеров мощи такого подхода.

## Основные понятия

### Аффинные многообразия
Прежде всего нужно зафиксировать основное поле k. В классической алгебраической геометрии, как правило, используется поле комплексных чисел, однако множество результатов остаются верными для любого алгебраически замкнутого поля (в дальнейшем изложении подразумевается алгебраическая замкнутость). Рассмотрим n-мерное аффинное пространство {\displaystyle \mathbb {A} ^{n}} (Причина, по которой рассматривают не векторное пространство над k, заключается в том, чтобы подчеркнуть независимость свойств многообразия от структуры векторного пространства. Элементы основного пространства рассматриваются как точки, а не как вектора). Зафиксируем в аффинном пространстве какой-нибудь базис (в частности, выберем начало координат). Тогда каждому семейству S многочленов из кольца k[x1,…,xn] можно сопоставить множество V(S) точек, координаты которых удовлетворяют всем многочленам из множества:
{\displaystyle V(S)=\{(t_{1},\dots ,t_{n})\,|\,\forall p\in S:p(t_{1},\dots ,t_{n})=0\}.}
На самом деле, свойство функции быть полиномиальной не зависит от выбора базиса, поэтому можно говорить просто о полиномиальных функциях на {\displaystyle \mathbb {A} ^{n}} и о множестве общих нулей семейства таких функций. Множества, представимые в виде V(S), называются алгебраическими множествами.
Любому подмножеству аффинного пространства U можно сопоставить множество I(U) многочленов, равных нулю во всех точках этого множества. Нетрудно проверить, что это множество является идеалом в кольце многочленов. Возникают два естественных вопроса:
- Для каких U верно U = V(I(U))?
- Для каких множеств многочленов S верно S = I(V(S))?

Очевидно, что для выполнения первого равенства необходимо, чтобы U было алгебраическим множеством; нетрудно также проверить, что это условие достаточно. Поиск ответа на второй вопрос вызывает большие трудности, Давидом Гильбертом была доказана известная теорема Гильберта о нулях, согласно которой I(V(S)) совпадает с радикалом идеала в кольце многочленов, порождённого элементами S; это означает, что существует биективное соответствие между алгебраическими множествами и радикальными идеалами кольца многочленов. Теорема Гильберта о базисе утверждает, что все идеалы в кольце многочленов являются конечнопорождёнными, то есть любое алгебраическое множество можно задать конечным числом уравнений.
Алгебраическое множество называется неприводимым, если его нельзя представить в виде объединения двух меньших алгебраических множеств. Аффинное алгебраическое многообразие — это неприводимое алгебраическое множество; на алгебраическом языке аффинным многообразиям соответствуют простые идеалы кольца многочленов. Любое алгебраическое множество можно представить в виде объединения конечного числа алгебраических многообразий (никакое из которых не является подмножеством другого), и притом единственным образом.
Некоторые авторы не проводят терминологического различия между «алгебраическими множествами» и «алгебраическими многообразиями» и вместо этого используют термин «неприводимое алгебраическое множество» (или «неприводимое многообразие»).

### Регулярные функции
Регулярная функция на алгебраическом множестве {\displaystyle V\subset \mathbb {A} ^{n}} — это функция, являющаяся ограничением на V некоторой полиномиальной функции. Регулярные функции на V образуют кольцо k[V], называемое координатным кольцом этого множества. Это кольцо изоморфно факторкольцу кольца многочленов по I(V) (действительно, если f и g имеют одно и то же ограничение на V, то f − g принадлежит I(V).
Естественным образом определяются регулярные отображения между алгебраическими множествами. А именно, регулярное отображение {\displaystyle f:X\to \mathbb {A} ^{n}} имеет вид {\displaystyle (f_{1},f_{2},\ldots f_{n})}, где {\displaystyle f_{i}} — регулярные функции. Регулярное отображение в алгебраическое множество {\displaystyle Y\in \mathbb {A} _{n}} — это регулярная функция в {\displaystyle f:X\to \mathbb {A} ^{n}}, такая что {\displaystyle f(X)\subseteq Y}.
Если задано регулярное отображение {\displaystyle f:X\to Y}, любой регулярной функции {\displaystyle \varphi :Y\to \mathbb {A} ^{1}} можно сопоставить регулярную функцию на {\displaystyle f^{*}\varphi :X\to \mathbb {A} ^{1}} по правилу {\displaystyle f^{*}\varphi =\varphi \circ f}. Отображение {\displaystyle \varphi \mapsto \varphi \circ f} является гомоморфизмом колец {\displaystyle f^{*}:k[Y]\to k[X]}, так же и каждый гомоморфизм координатных колец определяет регулярное отображение алгебраических множеств (в обратном направлении). Из этих соответствий можно вывести, что категория алгебраических множеств (морфизмы которой — регулярные функции) двойственна категории конечнопорождённых k-алгебр без нильпотентов. Обнаружение этой эквивалентности стало начальной точкой теории схем.

### Рациональные функции
В отличие от предыдущего пункта, здесь будут рассматривать только (неприводимые) алгебраические многообразия. С другой стороны, эти определения можно распространить на проективные многообразия.
Если V — аффинное многообразие, его координатное кольцо целостно, и следовательно, имеет поле частных. Это поле обозначается k(V) и называется полем рациональных функций на V. Область определения рациональной функции не обязательно равна всему V, а равна дополнению множества, на котором её знаменатель равен нулю. Аналогично случаю регулярных функций определяется рациональное отображение между многообразиями, аналогично, рациональные отображения взаимно-однозначно соответствуют гомоморфизмам полей рациональных функций.
Два аффинных многообразия называются бирационально эквивалентными, если существуют два рациональных отображения между ними, которые взаимно обратны на областях определения (эквивалентно, поля рациональных функций этих многообразий изоморфны).
Аффинное многообразие называется рациональным многообразием, если оно бирационально эквивалентно аффинному пространству. Другими словами, его можно рационально параметризовать. Например, единичная окружность является рациональной кривой, так как существуют функции
{\displaystyle x={\frac {2\,t}{1+t^{2}}}}
{\displaystyle y={\frac {1-t^{2}}{1+t^{2}}}\,,}
задающие рациональное отображение из прямой в окружность, можно проверить, что и обратное отображение рационально (см. также Стереографическая проекция).

### Схемы
В конце 1950-х годов Александр Гротендик дал определение схемы, обобщающее понятие алгебраического многообразия. Аффинная схема — это спектр некоторого кольца (в классической алгебраической геометрии — кольца многочленов) вместе с пучком колец на нём (каждому открытому множеству сопоставляются рациональные функции, определённые в каждой точке множества). Аффинные схемы образуют категорию, которая двойственна категории коммутативных колец, это расширяет двойственность алгебраических множеств и алгебр без нильпотентов. Общие схемы являются результатом склейки нескольких аффинных схем (как топологических пространств с топологией Зарисского).

## Вещественная алгебраическая геометрия
Вещественная алгебраическая геометрия — изучение вещественных алгебраических множеств, то есть вещественных решений алгебраических уравнений с вещественными коэффициентами и отображений между ними.
Полуалгебраическая геометрия — изучение полуалгебраических множеств, то есть множеств вещественных решений алгебраических уравнений и неравенств с вещественными коэффициентами, а также отображений между ними.

## Вычислительная алгебраическая геометрия

### Базис Грёбнера
Базис Грёбнера — это система элементов, порождающих данный идеал в кольце многочленов над полем (не обязательно алгебраически замкнутым); вычисление базиса Грёбнера позволяет определить некоторые свойства алгебраического множества V, заданного этим идеалом в алгебраически замкнутом расширении (например, система уравнений с действительными коэффициентами естественным образом определяет множество комплексных чисел, удовлетворяющих всем уравнениям).
- V пусто (в алгебраически замкнутом расширении исходного поля) тогда и только тогда, когда базис Грёбнера состоит из одной единицы.
- Ряды Гильберта позволяют вычислить размерность многообразия V.
- Если размерность равна нулю, существует способ вычислить число (всегда конечное) точек многообразия.
- Для данного рационального отображения V в другое алгебраическое многообразие базис Грёбнера позволяет вычислить замыкание образа V (в топологии Зарисского) и критические точки отображения.

Информации о базисе Грёбнера недостаточно для вычисления разложения данного множества на неприводимые компоненты, однако существуют алгоритмы решения этой задачи, использующие в том числе и его.
В некоторых случаях вычисление базиса Грёбнера является довольно сложным: в худшем случае он может содержать многочлены, степень которых зависит как двойная экспонента (выражение вида {\displaystyle a^{b^{x}}}) от числа переменных в кольце многочленов; число элементов базиса может расти с той же скоростью. Впрочем, это верхняя граница сложности, и во многих случаях с помощью этих алгоритмов можно работать с кольцами многочленов от нескольких десятков переменных.

## История

### Предыстория: до XIX века
Признаки зарождения алгебраической геометрии можно найти ещё в работах греков V века до н. э. Например, проблема удвоения куба сводится к построению куба, объём которого равен объёму «ящика» {\displaystyle a\times a\times b} для данных a и b, Менехм интерпретировал эту задачу геометрически как построение пересечения двух коник: ay = x2 и xy = ab. В более поздних работах Архимеда и Аполлония конические сечения изучаются более систематически, в том числе с использованием координат. Арабские математики знали способы решения определённых кубических уравнений и могли проинтерпретировать полученные результаты геометрически. Персидский математик Омар Хайям (XI век) открыл способ решения общего кубического уравнения при помощи пересечения окружности и параболы.
Французские математики Франсуа Виет и, позднее, Рене Декарт и Пьер Ферма кардинально изменили способы геометрических построений, создав аналитическую геометрию. Их основные цели состояли в изучении алгебраических кривых, таких как кривые, заданные диофантовыми уравнениями (в случае Ферма), коники и кубики (в случае Декарта). Примерно в тот же период, Паскаль и Дезарг подошли к проблеме с другой стороны, развив проективную геометрию. Паскаль и Дезарг также исследовали свойства кривых, но только с геометрической точки зрения, используя построения циркулем и линейкой. В конечном счёте, аналитическая геометрия одержала верх над этим подходом, так как снабжала математиков XVIII века конкретными вычислительными инструментами, позволяющие решать физические задачи с использованием нового анализа. В итоге, к концу XVIII века использование алгебраических методов в геометрии сводилось к использованию исчисления бесконечно малых (в частности, его активно использовали Эйлер и Лагранж).

### XIX век
В XIX веке развитие неевклидовой геометрии и теории абелевых интегралов способствовало возвращению алгебраических идей в геометрию. Кэли впервые исследовал однородные многочлены на проективном пространстве, в частности, квадратичные формы. Позднее Феликс Клейн исследовал проективную геометрию (как и другие разделы геометрии) с точки зрения, что геометрия пространства задаётся группой его преобразований. К концу XIX века геометры изучали не только проективные линейные преобразования, но и бирациональные преобразования более высокой степени.
Развитие теории абелевых интегралов привело Бернхарда Римана к созданию теории римановых многообразий. Используя интегралы первого рода, К. Шварц доказал, что кривая, допускающая непрерывную группу бирациональных преобразований в себя, бирационально эквивалентна прямой или эллиптической кривой. Алгебраическая геометрия второй половины XIX века представлена, главным образом, итальянской школой от Кремоны до Энрикеса.
В этот период началась алгебраизация геометрии с использованием коммутативной алгебры: в частности, Давид Гильберт доказал свои теоремы о базисе и Nullstellensatz.

### XX век
Идеи построения алгебраической геометрии на основе коммутативной алгебры, интенсивно развивавшейся в 30-х и 40-х годах XX века, восходят к О. Зарисскому и А. Вейлю. Одной из их целей было доказательство результатов итальянской школы: итальянские геометры того периода использовали в доказательствах понятие «общей точки», без какого-либо строгого её определения.
В 1950-х и 60-х годах Жан-Пьер Серр и Александр Гротендик полностью переработали основания алгебраической геометрии с помощью техник теории пучков, теории схем и гомологической алгебры. В 1970-х развитие несколько стабилизировалось, были найдены приложения к теории чисел и к более классическим вопросам алгебраической геометрии: изучению особенностей и модулей.
Важный класс алгебраических многообразий, которые трудно описать при помощи одних только определяющих уравнений — абелевы многообразия. Основной их пример — эллиптические кривые, имеющие очень обширную теорию. Они стали инструментом доказательства Великой теоремы Ферма и используются в эллиптической криптографии.

## Приложения
Алгебраическая геометрия находит приложения в статистике,
теории управления,
робототехнике,
теории кодов, исправляющих ошибки
и моделировании.
Известны также приложения в теории струн,
теории солитонов,
теории игр
и теории паросочетаний.